# Ana Đurić
Pour les articles homonymes, voir Đurić.
Cet article concerne la handballeuse bosnienne. Pour la chanteuse serbe, voir Konstrakta.
Ana Đurić, née le 7 mai 1984 à Rijeka (en Yougoslavie, aujourd'hui en Croatie), est une handballeuse bosnienne.
Elle a notamment évolué de nombreuses saisons en France.

## Palmarès
- Championnat de Bosnie-Herzégovine : ..., 2008
- Coupe de Bosnie-Herzégovine : ..., 2008